# Nantes International 2022
Die Nantes International 2022 im Badminton fanden vom 23. bis zum 26. Juni 2022 im französischen Rezé statt. Es war die erste Auflage der Turnierserie.

## Medaillengewinner
| Disziplin    | Gold                                | Silber                                             | Bronze                                               |
| ------------ | ----------------------------------- | -------------------------------------------------- | ---------------------------------------------------- |
| Herreneinzel | Mads Christophersen                 | Christo Popov                                      | Chi Yu-jen                                           |
| Herreneinzel | Mads Christophersen                 | Christo Popov                                      | Meiraba Luwang Maisnam                               |
| Dameneinzel  | Hsu Wen-chi                         | Sung Shuo-yun                                      | Pornpicha Choeikeewong                               |
| Dameneinzel  | Hsu Wen-chi                         | Sung Shuo-yun                                      | Jenjira Stadelmann                                   |
| Herrendoppel | Su Ching-heng Ye Hong-wei           | Chaloempon Charoenkitamorn Nanthakarn Yordphaisong | Lucas Corvée Ronan Labar                             |
| Herrendoppel | Su Ching-heng Ye Hong-wei           | Chaloempon Charoenkitamorn Nanthakarn Yordphaisong | Teges Satriaji Cahyo Hutomo Christopher David Wijaya |
| Damendoppel  | Julie Finne-Ipsen Mai Surrow        | Hsu Ya-ching Lin Wan-ching                         | Chloe Birch Jessica Pugh                             |
| Damendoppel  | Julie Finne-Ipsen Mai Surrow        | Hsu Ya-ching Lin Wan-ching                         | Chang Ching-hui Lee Chih-chen                        |
| Mixed        | Amri Syahnawi Winny Oktavina Kandow | Ratchapol Makkasasithorn Jhenicha Sudjaipraparat   | Lim Tze Jian Wong Kha Yan                            |
| Mixed        | Amri Syahnawi Winny Oktavina Kandow | Ratchapol Makkasasithorn Jhenicha Sudjaipraparat   | Ye Hong-wei Lee Chia-hsin                            |